# Вибе, Лассе
Лассе Вибе (дат. Lasse Vibe; род. 22 февраля 1987, Транбьерг, Орхус) — датский футболист, нападающий. Участник Олимпийских игр 2016 года в Рио-де-Жанейро в составе сборной Дании.

## Клубная карьера
Вибе — воспитанник клуба «Орхус» из своего родного города. В 2007 году он дебютировал за основную команду в первом датском дивизионе. В начале 2009 года в поисках игровой практики Лассе подписал контракт с клубом второго дивизиона «Фюном». В своём дебютном сезоне он помог новой команде выиграть турнир и выйти в первую лигу. В 2010 году Вибе перешёл в «Вестшелланн» в составе которого в первом же сезоне стал лучшим бомбардиром команды. В начале 2012 года он перешёл в «Сённерйюск». В матче против «Брондбю» Лассе дебютировал в датской Суперлиге. 18 марта в поединке против «Силькеборга» он забил свой первый гол за «Сённерйюск». 28 марта 2013 года в матче против «Силькеборга» Вибе сделал хет-трик. По итогам сезона он стал лучшим бомбардиром команды.
Летом 2013 года Лассе перешёл в шведский «Гётеборг». 18 июля в матче квалификации Лиги Европы против словацкого «Тренчина» он дебютировал за новую команду. 28 июля в поединке против «Хельсингборга» Вибе дебютировал в Аллсвенскан лиге. 1 сентября в матче против «Атвидаберг» он забил свой первый гол за «Гётеборг». В 2014 году Вибе помог клубу занять второе место в чемпионате, а сам стал лучшим его бомбардиром. В 2015 году он стал обладателем Кубка Швеции, с 7 голами став его лучшим снайпером.
Летом 2015 года Вибе перешёл в английский «Брентфорд», подписав контракт на три года. Сумма трансфера составила 1,3 млн евро. 8 августа в матче против «Ипсвич Таун» он дебютировал в Чемпионшипе, заменив во втором тайме Алана МакКормака. 29 августа в поединке против «Рединга» Лассе забил свой первый гол за «Брентфорд». После того, как основной нападающий команды Марко Джурицын получил травму, Вибе получил свой шанс и по итогам сезона, вместе с Аланом Джаджом стал лучшим бомбардиром команды.
В начале 2018 года Лассе перешёл в китайский «Чанчунь Ятай». Сумма трансфера составила 2,3 млн евро.

## Международная карьера
3 сентября 2014 года в товарищеском матче против сборной Турции Вибе дебютировал за сборную Дании, заменив во втором тайме Томаса Каленберга. 11 октября в отборочном матче чемпионата Европы 2016 против сборной Албании Лассе забил свой первый гол за национальную команду.
В 2016 году Вибе в составе олимпийской сборной Дании принял участие в Олимпийских играх в Рио-де-Жанейро. На турнире он сыграл в матчах против команд Ирака, ЮАР, Бразилии и Нигерии.

### Голы за сборную Дании
| #   | Дата            | Место                             | Противник | Результат | Счёт | Соревнование                       |
| --- | --------------- | --------------------------------- | --------- | --------- | ---- | ---------------------------------- |
| 01. | 11 октября 2014 | Эльбасан Арена, Эльбасан, Албания | Албания   | 1:1       | 1:1  | Чемпионат Европы 2016 квалификация |

## Достижения
Командные
«Гётеборг»
- Обладатель Кубка Швеции — 2014/2015

Индивидуальные
- Лучший бомбардир Аллсвенскан лиги (23 мяча) — 2014
- Лучший бомбардир Кубка Швеции (7 мячей) — 2014/2015